# Mesoleptus gratiosus
Mesoleptus gratiosus là một loài tò vò trong họ Ichneumonidae.